# Ad charisma tuendum
Ad charisma tuendum (en español, Para tutelar el carisma) es un motu proprio del papa Francisco emitido el 14 de julio de 2022 y publicado seis días después. Modifica la constitución apostólica Ut sit del 28 de noviembre de 1982 —mediante la cual el papa Juan Pablo II erigió al Opus Dei como prelatura personal—, disponiendo que la institución pase a depender del Dicasterio para el Clero, ante el cual deberá presentar anualmente «un informe sobre el estado de la prelatura y sobre el desarrollo de su labor apostólica». Asimismo, dispuso que el prelado del Opus Dei no podrá convertirse en obispo, por considerar como más conveniente una forma de gobierno basada en el carisma por sobre la autoridad jerárquica.
El motu proprio va acompañado de una carta a los obispos del mundo para explicar las razones que llevaron al papa a tomar la decisión de la promulgación del mismo.

## Antecedentes

### Constitución apostólicaUt sit
El 28 de noviembre de 1982, Juan Pablo II promulgó la constitución apostólica Ut sit, mediante la cual confirió al Opus Dei la condición de prelatura personal y, entre otras disposiciones, estableció que la elección de su máxima autoridad (el prelado) debía ser confirmada por el papa, adscribió a la prelatura a la entonces denominada Sagrada Congregación para los Obispos y dispuso que cada cinco años el prelado debería presentar al papa, a través de la citada congregación, un informe acerca de la situación de la prelatura y su desarrollo apostólico.

### Reforma de la curia en 2022
El 19 de marzo de 2022, el papa Francisco promulgó la constitución apostólica Praedicate evangelium, mediante la cual reformó la curia romana, reestructurando totalmente la organización de los diferentes estamentos que gobiernan la iglesia católica. En el artículo 117 de este documento se indica que compete al Dicasterio para el Clero «todo lo que corresponde a la Santa Sede sobre las prelaturas personales».

## Contenido
El motu proprio inicia señalando que su objetivo es «confirmar a la Prelatura del Opus Dei en el ámbito auténticamente carismático de la Iglesia, especificando su organización en sintonía con el testimonio del Fundador, san Josemaría Escrivá de Balaguer, y con las enseñanzas de la eclesiología conciliar sobre las prelaturas personales», añadiendo además que resultaba conveniente adaptar la prelatura a las disposiciones relativas a la nueva organización de la curia romana introducidas por la constitución apostólica Praedicate evangelium.
En ese sentido, el documento dispuso que el Opus Dei pase a depender del Dicasterio para el Clero, y que cada año, en vez de cada cinco, el prelado deberá presentar ante ese órgano un informe acerca de la situación interna y el desarrollo de su labor apostólica. Asimismo, establece que su forma de gobierno estará «basada más en el carisma que en la autoridad jerárquica», por lo que el prelado del Opus Dei no podrá convertirse en obispo, aunque sí se le reconocerá el título de reverendo monseñor.

### Disposiciones

#### Artículo 1
El texto del artículo 5 de la constitución apostólica Ut sit es sustituido, a partir de ahora, por el siguiente: «De acuerdo con el artículo 117 de la constitución apostólica Praedicate evangelium, la prelatura depende del Dicasterio del Clero, que, en función de las materias, evaluará con los demás dicasterios de la curia romana las cuestiones que en cada caso corresponda afrontar. El Dicasterio para el Clero, al tratar los diversos asuntos, se servirá, mediante la oportuna consulta o transferencia de expedientes, de las competencias de los demás dicasterios».

#### Artículo 2
El texto del artículo 6 de la constitución apostólica Ut sit es sustituido, a partir de ahora, por el siguiente: «Cada año el prelado presentará al Dicasterio para el Clero un informe acerca de la situación de la prelatura y del desarrollo de su trabajo apostólico».

#### Artículo 3
En virtud de las modificaciones de la constitución apostólica Ut sit introducidas por esta carta apostólica, los estatutos propios de la prelatura del Opus Dei serán convenientemente adaptados, a propuesta de la propia prelatura, para su aprobación por los órganos competentes de la sede apostólica.

#### Artículo 4
En el pleno respeto de la naturaleza del carisma específico descrito en la citada constitución apostólica, se desea reforzar la convicción de que, para la protección del don peculiar del espíritu, es necesaria una forma de gobierno basada más en el carisma que en la autoridad jerárquica. Por lo tanto, el prelado no será distinguido, ni tampoco susceptible de ser distinguido, con el orden episcopal.

#### Artículo 5
Considerando que las insignias pontificales están reservadas a quienes les ha sido otorgado el orden episcopal, se concede al prelado del Opus Dei, por razón del cargo, el uso del título de protonotario apostólico supernumerario con el título de reverendo monseñor, y por lo tanto podrá usar las insignias o distintivos correspondientes a tal título.

#### Artículo 6
A partir de la entrada en vigor de la constitución apostólica Praedicate evangelium, todos los asuntos pendientes en la Congregación de Obispos relativos a la prelatura del Opus Dei serán tratados y decididos por el Dicasterio para el Clero.
El documento finaliza indicando que la carta apostólica en forma de motu proprio sea promulgada mediante su publicación en L'Osservatore Romano, debiendo entrar en vigor el 4 de agosto de 2022.